# Zapata Ranch
Zapata Ranch és una concentració de població designada pel cens dels Estats Units a l'estat de Texas. Segons el cens del 2000 tenia 88 habitants.

## Demografia
Segons el cens del 2000, Zapata Ranch tenia 88 habitants, 28 habitatges, i 22 famílies. La densitat de població era de 24,1 habitants/km².
Dels 28 habitatges en un 39,3% hi vivien nens de menys de 18 anys, en un 46,4% hi vivien parelles casades, en un 17,9% dones solteres, i en un 21,4% no eren unitats familiars. En el 21,4% dels habitatges hi vivien persones soles el 17,9% de les quals corresponia a persones de 65 anys o més que vivien soles. El nombre mitjà de persones vivint en cada habitatge era de 3,14 i el nombre mitjà de persones que vivien en cada família era de 3,73.
Per edats la població es repartia de la següent manera: un 31,8% tenia menys de 18 anys, un 10,2% entre 18 i 24, un 28,4% entre 25 i 44, un 14,8% de 45 a 60 i un 14,8% 65 anys o més.
L'edat mediana era de 33 anys. Per cada 100 dones de 18 o més anys hi havia 114,3 homes.
La renda mediana per habitatge era de 14.444 $ i la renda mediana per família de 20.500 $. Els homes tenien una renda mediana de 14.191 $ mentre que les dones 9.417 $. La renda per capita de la població era de 10.206 $. Cap de les famílies estaven per davall del llindar de pobresa.

## Poblacions properes
El següent diagrama mostra les poblacions més properes.